# Nanna Christiansen
Nanna Christiansen (født 17. juni 1989) er en dansk fodboldspiller, midtbanespiller, der spiller i Elitedivisionen for Brøndby IF. Hun har også repræsenteret klubben i Champions League. Hun blev kåret Årets talent i 2006.

## Landsholdskarriere
Christiansen har været en del af Danmarks kvindefodboldlandshold siden 2009; hun fik sin debut i et 2–0 tab mod USA i Algarve Cup. Hun blev udtaget til EM i fodbold for kvinder 2009. Som juniorlandsholdsspiller havde hun spillet i U19 EM i fodbold for kvinder i 2006 og 2007.
Christiansen blev af landstrænerl Kenneth Heiner-Møller udtaget til Danmarks trup til EM i fodbold for kvinder 2013. I 2017 blev hun af Nils Nielsen udtaget til Danmarks trup til EM i fodbold for kvinder 2017, hvor Danmark blev sølvmedaljevindere efter at have tabt finalen 2-4 mod Holland.
Hun valgte i november 2021 at indstille sin landsholdskarriere, efter 112 landskampe og 12 år på landsholdet.

## Hæder
- 2018 - Årets 3F liga-spiller[10]
- 2006 - Årets kvindelige talent

## Privatliv
Christiansen har fået konstaret diabetes, men siger, at det ikke har påvirket hendes fodboldkarriere.

## References
1. ↑  "Brøndby IF". DBU. Arkiveret fra originalen 20. april 2017. Hentet 19. april 2017.
2. ↑  Profile in UEFA's website
3. ↑  "dbu.dk - Young Talent". Arkiveret fra originalen 4. marts 2016. Hentet 21. september 2016.
4. ↑  Profil hos DBU
5. ↑  "UEFA Competitions Association player list" (PDF). UEFA. Hentet 13. juli 2013.
6. ↑  Norway delived knockout blow Arkiveret 9. juli 2012 hos  hos Archive.is. UEFA
7. ↑  Bruun, Peter (21. juni 2013). "Upbeat Heiner-Møller confirms Denmark squad". uefa.com. UEFA. Hentet 13. juli 2013.
8. ↑  Nielsen, Allan (6. august 2017). "Holland vinder en fremragende EM-finale". Politiken. Hentet 8. august 2017.
9. ↑  "Nanna Christiansen stopper på Kvindelandsholdet". Dansk Boldspil-Union. 11. november 2021. Hentet 15. april 2022.
10. ↑  "Årets 3F Liga-spiller". DBU. Arkiveret fra originalen 16. oktober 2019. Hentet 16. oktober 2019.
11. ↑  "Nanna Christiansen". UEFA.com. UEFA. Arkiveret fra originalen 13. juli 2013. Hentet 13. juli 2013.